# 1990 OK
1990 OK är en asteroid i huvudbältet som upptäcktes 18 juli 1990 av den amerikanske astronomen Eleanor F. Helin vid Palomar-observatoriet.
Asteroiden har en diameter på ungefär 4 kilometer.